# Iglesia de Nuestra Señora de la Asunción (Cabañas de la Sagra)
La iglesia de Nuestra Señora de la Asunción es una iglesia parroquial católica de los siglos XV y XVI situada en la localidad toledana de Cabañas de la Sagra (España).
Se trata de un templo con fábrica de aparejo toledano, de planta basilical, de tres naves, aunque originalmente contaba con solo una. Las naves están separadas por pilares y arcos de medio punto.
La nave central está cubierta con un artesonado de limas mohamares de planta octogonal, decorado con lacería geométrica. La capilla central cuenta con un techado similar pero sin decoración.
La torre campanario se sitúa a los pies del edificio, junto a la portada norte, y cuenta con tres cuerpos. En el superior se alojan las campanas, con dos vanos en cada frente, con arcos de medio punto. Sobre este se sitúa otro cuerpo rectangular y de ladrillo, levantado en 1987 durante la última reforma del templo. La cubierta es a cuatro aguas.